# Horistomyia victoriae
Horistomyia victoriae là một loài ruồi trong họ Limoniidae. Chúng phân bố ở miền Australasia.